# Fabio Di Giannantonio
Fabio Di Giannantonio, né le 10 octobre 1998 à Rome, est un pilote de vitesse moto italien. Engagé en MotoGP depuis la saison 2022, il remporte sa première victoire dans la catégorie au Grand Prix du Qatar 2023 avec Gresini Racing.  

## Statistiques

### Par saison
(Mise à jour après le Grand Prix moto solidaire de Barcelone 2024)
| Sais  | Cat.   | Moto     | Course | Vict | Pod | Pole | M.tour | Pts  | Class | Titre |
| ----- | ------ | -------- | ------ | ---- | --- | ---- | ------ | ---- | ----- | ----- |
| 2015  | Moto3  | Honda    | 1      | 0    | 0   | 0    | 0      | 0    | NC    | -     |
| 2016  | Moto3  | Honda    | 18     | 0    | 3   | 0    | 0      | 134  | 6e    | -     |
| 2017  | Moto3  | Honda    | 18     | 0    | 5   | 0    | 2      | 153  | 5e    | -     |
| 2018  | Moto3  | Honda    | 18     | 2    | 6   | 0    | 1      | 218  | 2e    | -     |
| 2019  | Moto2  | Speed Up | 19     | 0    | 2   | 1    | 0      | 108  | 9e    | -     |
| 2020  | Moto2  | Speed Up | 15     | 0    | 2   | 0    | 0      | 65   | 15e   | -     |
| 2021  | Moto2  | Kalex    | 18     | 1    | 4   | 0    | 0      | 161  | 7e    | -     |
| 2022  | MotoGP | Ducati   | 20     | 0    | 0   | 1    | 0      | 24   | 20e   | -     |
| 2023  | MotoGP | Ducati   | 20     | 1    | 2   | 0    | 0      | 151  | 12e   | -     |
| 2024  | MotoGP | Ducati   | 17     | 0    | 0   | 0    | 0      | 165  | 10e   | -     |
| Total |        |          | 164    | 4    | 24  | 2    | 3      | 1179 |       |       |

### Statistiques par catégorie
(Mise à jour après le Grand Prix moto solidaire de Barcelone 2024)
| Catégorie | Année     | 1er GP   | 1er Podium | 1re Victoire | Courses | Victoires | Podiums | Pole | M.tours¹ | Points | Titres |
| --------- | --------- | -------- | ---------- | ------------ | ------- | --------- | ------- | ---- | -------- | ------ | ------ |
| Moto3     | 2015-2018 | VAL 2015 | ITA 2016   | CZE 2018     | 55      | 2         | 14      | 0    | 3        | 505    | 0      |
| Moto2     | 2019-2021 | QAT 2019 | CZE 2019   | SPA 2021     | 52      | 1         | 8       | 1    | 0        | 334    | 0      |
| MotoGP    | 2022-     | QAT 2022 | AUS 2023   | QAT 2023     | 57      | 1         | 2       | 1    | 0        | 340    | 0      |
| Total     | 2015-     |          |            |              | 164     | 4         | 24      | 2    | 3        | 1179   | 0      |

### Résultats détaillés
| Sais | Cat    | Moto     | 1       | 2       | 3       | 4       | 5       | 6       | 7       | 8       | 9       | 10     | 11      | 12     | 13      | 14      | 15       | 16      | 17     | 18      | 19      | 20     | 21  | 22  | Clas | Pts |
| ---- | ------ | -------- | ------- | ------- | ------- | ------- | ------- | ------- | ------- | ------- | ------- | ------ | ------- | ------ | ------- | ------- | -------- | ------- | ------ | ------- | ------- | ------ | --- | --- | ---- | --- |
| 2015 | Moto3  | KTM      | QAT     | AME     | ARG     | SPA     | FRA     | ITA     | CAT     | NED     | GER     | IND    | CZE     | GBR    | RSM     | ARA     | JPN      | AUS     | MAL    | VAL 23  |         |        |     |     | NC   | 0   |
| 2016 | Moto3  | KTM      | QAT 26  | ARG 25  | AME 17  | SPA Ab. | FRA 17  | ITA 2   | CAT 9   | NED 2   | GER 5   | AUT 8  | CZE 3   | GBR 6  | RSM 10  | ARA 4   | JPN 5    | AUS Ab. | MAL 15 | VAL 5   |         |        |     |     | 6e   | 134 |
| 2017 | Moto3  | Honda    | QAT 8   | ARG Ab. | AME 3   | SPA 5   | FRA 3   | ITA 2   | CAT 7   | NED Ab. | GER 11  | CZE 21 | AUT 6   | GBR 10 | RSM 3   | ARA 2   | JPN 7    | AUS Ab. | MAL 9  | VAL Ab. |         |        |     |     | 5e   | 153 |
| 2018 | Moto3  | Honda    | QAT 6   | ARG 3   | AME 5   | SPA 7   | FRA 4   | ITA 3   | CAT 7   | NED 9   | GER Ab. | CZE 1  | AUT 11  | GBR C  | RSM 3   | ARA 4   | THA 1    | JPN Ab. | AUS 2  | MAL 6   | VAL 4   |        |     |     | 2e   | 218 |
| 2019 | Moto2  | Speed Up | QAT 11  | ARG Ab. | AME Ab. | SPA 12  | FRA 12  | ITA 10  | CAT Ab. | NED 11  | GER 4   | CZE 2  | AUT 14  | GBR 6  | RSM 2   | ARA 11  | THA 18   | JPN 11  | AUS 14 | MAL Ab. | VAL 9   |        |     |     | 9e   | 108 |
| 2020 | Moto2  | Speed Up | QAT 13  | SPA Ab. | AND 18  | CZE 16  | AUT 21  | STY 18  | RSM 7   | EMI 8   | CAT 3   | FRA 7  | ARA Ab. | TER 2  | EUR Ab. | VAL Ab. | POR Ab.  |         |        |         |         |        |     |     | 15e  | 65  |
| 2021 | Moto2  | Kalex    | QAT 3   | DOA 10  | POR 11  | SPA 1   | FRA 8   | ITA Ab. | CAT Ab. | GER 4   | NED Ab. | STY 13 | AUT 12  | GBR 5  | ARA 6   | RSM 9   | AME 2    | EMI 8   | ALR 11 | VAL 2   |         |        |     |     | 7e   | 161 |
| 2022 | MotoGP | Ducati   | QAT 17  | INA 18  | ARG Ab. | AME 21  | POR Ab. | SPA 18  | FRA 13  | ITA 11  | CAT Ab. | GER 8  | NED 14  | GBR 22 | AUT 11  | RSM 20  | ARA 19   | JPN 17  | THA 18 | AUS 20  | MAL Ab. | VAL 15 |     |     | 20e  | 24  |
| 2023 | MotoGP | Ducati   | POR Ab. | ARG 10  | AME 9   | ESP 12  | FRA 8   | ITA 14  | ALL 9   | NED Ab. | GBR 13  | AUT 17 | CAT 10  | RSM 17 | IND Ab. | JPN 8   | IND 46   | AUS 3   | THA 9  | MAL 9   | QAT 12  | VAL 4  |     |     | 12e  | 151 |
| 2024 | MotoGP | Ducati   | QAT 7   | POR 10  | AME 6   | SPA 7   | FRA 67  | CAT 56  | ITA 7   | NED 45  | GER Ret | GBR 5  | AUT DNS | ARA 8  | RSM 9   | EMI 14  | INA Ret9 | JPN 86  | AUS 47 | THA 48  | MAL     | VAL    |     |     | 10e  | 165 |
| 2025 |        |          | THA     | ARG     | AME     | QAT     | ESP     | FRA     | GBR     | ARA     | ITA     | NED    | ALL     | TCH    | AUT     | HON     | CAT      | RSM     | JPN    | IND     | AUS     | MAL    | POR | VAL |      |     |

*Saison en cours

## Palmarès

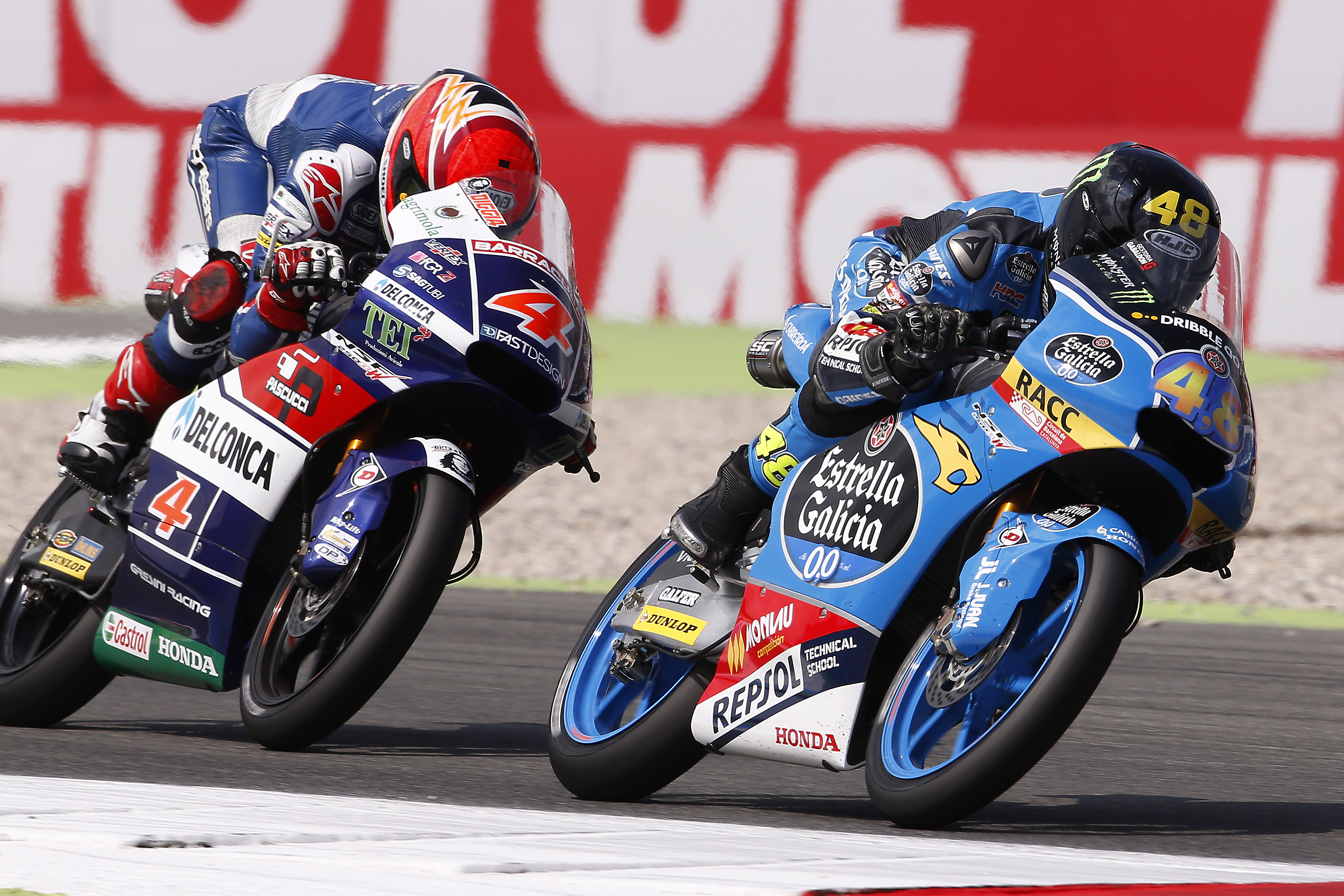
Fabio Di Giannantonio et Lorenzo Dalla Porta au Grand Prix des Pays-Bas 2016.

### Victoires en Moto3: 2
| Année | Lieu du Grand Prix                    | Circuit            | Ville   |
| ----- | ------------------------------------- | ------------------ | ------- |
| 2018  | Grand Prix moto de République tchèque | Circuit de Masaryk | Brno    |
| 2018  | Grand Prix moto de Thaïlande          | Circuit de Buriram | Buriram |

### Victoire en Moto2: 1
| Année | Lieu du Grand Prix        | Circuit          | Ville                |
| ----- | ------------------------- | ---------------- | -------------------- |
| 2021  | Grand Prix moto d'Espagne | Circuit de Jerez | Jerez de la Frontera |

### Victoire en MotoGP: 1
| Année | Grand Prix               | Circuit                         | Ville  |
| ----- | ------------------------ | ------------------------------- | ------ |
| 2023  | Grand Prix moto du Qatar | Circuit international de Losail | Losail |